# Ctenus alienus
Ctenus alienus är en spindelart som beskrevs av F. O. Pickard-Cambridge 1900. Ctenus alienus ingår i släktet Ctenus och familjen Ctenidae.
Artens utbredningsområde är Guatemala. Inga underarter finns listade i Catalogue of Life.